# Брід (притока Жолоні)
Брід, Єврейська — річка в Україні, у Овруцькому районі Житомирської області. Права притока Жолоні, (басейн Прип'яті).

## Опис
Довжина річки 14 км, похил річки 1,3  м/км, найкоротша відстань між витоком і гирлом — 11,10 км, коефіцієнт звивистості річки — 1,27 , площа басейну водозбору 124  км². Формується багатьма безіменними струмками, загатами та частково каналізована.

## Розташування
Бере початок на північно-східній стороні від села Магдин. Тече переважно на північний схід через урочище Настрами, понад Виступовичами і на українсько-білоруському кордоні впадає у річку Жолонь, праву притоку Прип'яті.